# Apiao
Apiao es una isla del sur de Chile que se encuentra en el archipiélago de Chiloé. Es la más oriental de las islas que conforman la comuna de Quinchao. Según el censo de 2017, tiene 621 habitantes.

## Descripción
Apiao se ubica al este y noreste de las islas Alao y Chaulinec, respectivamente, y es la más próxima al grupo Desertores, ubicadas al sureste.
La isla cuenta desde 2008 con un centro comunitario de salud familiar —anteriormente una posta de salud rural—. El centro atiende también las necesidades de Alao y Chaulinec. Asimismo, Apiao cuenta con dos establecimientos educacionales: la Escuela Básica Metahue —creada aproximadamente en 1910— y la Escuela Rural Ostricultura.
Desde 2013 cuenta con un embarcadero flotante de 50 metros de largo por 2 metros de ancho, que funciona en cualquier condición de marea.

## Conectividad
Existen dos servicios de transporte marítimo subsidiado. El primero realiza el itinerario Apiao (Ostricultura-La Vega)-Achao los días lunes, miércoles, jueves, viernes y domingos; sale en las mañanas y regresa en las tardes. También existe un servicio semanal (viernes) que llega hasta Chequián (en el extremo sureste de isla Quinchao).
El segundo realiza el itinerario Metahue Sur-Achao los días lunes, martes, miércoles viernes y domingos. En la semana sale a las 8.00 y regresa a las 15.30. El domingo sale a las 14.00 y regresa a las 17.00.
La isla cuenta además con un aeródromo que permite la conectividad aérea.